# Emotivi Anonimi (associazione)
Emotivi Anonimi (E.A.) è un'associazione, che si occupa del recupero di persone che hanno dipendenze da meccanismi emotivi disfunzionali. EA è presente in 35 Paesi. In Italia tale associazione esiste dal 2002.. Emotivi Anonimi utilizza il programma dei Dodici Passi degli A.A., adattato alle persone che soffrono di disturbi emotivi e mentali. Come tutte le associazioni dei Dodici Passi, si basa sull'auto-aiuto: l'unica condizione per essere membro è il desiderio di raggiungere la salute emotiva e i membri si aiutano a vicenda ad avvicinarsi a questo obiettivo.

## Storia
Marion Flesch (24 luglio 1911 - 10 ottobre 2004) ha creato i primi gruppi che poi sarebbero diventati l'associazione degli Emotivi Anonimi. Marion era laureata al St. Cloud State Teachers College, oggi St. Cloud State University e ha lavorato come insegnante, segretaria, impiegata e contabile. Successivamente ha ottenuto un diploma come terapeuta delle dipendenze dall'University of Minnesota e ha cominciato a studiare per conseguire un master, ma a 80 anni ha smesso per problemi di salute. Marion inizialmente frequentava le riunioni di Al-Anon (associazione di familiari di alcolisti), su consiglio di un'amica, per cercare di gestire gli attacchi di panico di cui soffriva. Successivamente, Marion ha scoperto un altro programma di 12 passi, Neurotics Anonymous e ha fondato un gruppo di Neurotics Anonymous nel Minnesota. La prima riunione del gruppo fondato da Marion si è tenuta il 13 aprile, 1966, presso il Merriam Park Community Center a St. Paul nel Minnesota. Neurotics Anonymous si è sviluppata rapidamente nel Minnesota e nell'autunno del 1966 c'erano trenta gruppi attivi.
Tra i gruppi del Minnesota e l'ufficio centrale di Neurotics Anonymous si sono sviluppate delle divergenze. Il 6 luglio 1971 l'Associazione di Intergruppo del Minnesota si è separata da Neurotics Anonymous. Dopo alcuni tentativi falliti di superare le divergenze con Neurotics Anonymous, i gruppi del Minnesota hanno adottato il nome di Emotions Anonymous, in italiano Emotivi Anonimi. Hanno chiesto ai Servizi Mondiali di Alcolisti Anonimi il permesso di utilizzare i Dodici Passi e le Dodici Tradizioni. Il permesso è stato ottenuto. Emotions Anonymous ha registrato il proprio Atto Costitutivo il 22 luglio, 1971.

## In Italia
In Italia, il primo gruppo EA nasce nel 2001 a Bergamo, seguito nel 2002 a Bardello (VA) e successivamente nel 2004, senza nessuna relazione tra loro, apre un altro gruppo ad Aosta nell'ambito dell'Intergruppo EA francofono (Svizzera francofona, Francia, Belgio francofono).
Nel 2005 anche Milano vede la nascita, in modo autonomo, di un gruppo di Emotivi Anonimi. All'inizio del 2013 anche a Roma, Firenze e Napoli si aprono dei nuovi gruppi EA.
Nel 2016 si riuniscono in conferenza i rappresentanti dei gruppi costituenti che si riconoscono nel progetto di costituire i: “Servizi Generali EA Italia”. Il 4 ottobre 2016 viene depositato l’Atto Costitutivo e lo Statuto presso l'Agenzia delle entrate come associazione non a scopo di lucro. Nasce ufficialmente EA Emotivi Anonimi italia.